# Agnieszka Góra-Błaszczykowska
Agnieszka Góra-Błaszczykowska (ur. 12 marca 1971 w Kłobucku) – polska prawniczka, doktor habilitowany nauk prawnych, profesor nadzwyczajny Uniwersytetu SWPS, specjalistka w zakresie prawa cywilnego.

## Życiorys
W 2001 na podstawie rozprawy pt. Postanowienia sądu pierwszej instancji w procesie cywilnym uzyskała na Wydziale Prawa i Administracji Uniwersytetu Łódzkiego stopień naukowy doktora nauk prawnych w zakresie prawa, specjalność: postępowanie cywilne. W 2008 na tym samym wydziale na podstawie dorobku habilitacyjnego i rozprawy pt. Zasada równości stron w procesie cywilnym otrzymała stopień doktora habilitowanego nauk prawnych w zakresie prawa, specjalność: postępowanie cywilne. Była zatrudniona m.in. na Wydziale Prawa i Administracji Uniwersytetu Opolskiego, Wydziale Prawa i Administracji Uniwersytetu Warmińsko-Mazurskiego, gdzie od 2009 zajmowała stanowisko profesora nadzwyczajnego i kierownika Katedry Prawa Postępowania Cywilnego. Jest profesorem nadzwyczajnym na Wydziale Prawa Uniwersytetu SWPS w Warszawie i kieruje tam Katedrą Prawa Cywilnego i Prawa Pracy.